# Parafia Nawiedzenia Najświętszej Marii Panny w Warszawie
Parafia Nawiedzenia Najświętszej Maryi Panny w Warszawie – parafia rzymskokatolicka należąca do dekanatu staromiejskiego, archidiecezji warszawskiej, metropolii warszawskiej Kościoła katolickiego, w Warszawie. Obsługiwana przez księży archidiecezjalnych.

## Historia
Parafia została erygowana w 1411. 
Kościół parafialny Nawiedzenia Najświętszej Marii Panny wybudowany w latach 1409–1411, został odbudowany po zniszczeniach wojennych.

## Proboszczowie
Wykaz proboszczów do 1849 r. został sporządzony na podstawie rocznika religijnego Alleluja za 1842 r., cytowanego przez Juliana Bartoszewicza:
- Marcin Oborski – kanonik warszawski (styczeń 1562);
- Stanisław Wilczek;
- Stanisław Mróz – kanonik warszawski, pisarz kapituły warszawskiej, w młodości kapelan Anny Jagiellonki;
- Jakub Sierputowski – misjonarz lazarysta (maj 1623);
- Maciej Jagodowicz – dr prawa, protonotariusz apostolski, sekretarz królewski (1636);
- Jan Józef Piaskowski (do grudnia 1709);
- Mikołaj Maciej Zachniewicz – kanonik honorowy warszawski, sędzia surrogat (surrogator według Encyklopedii Staropolskiej Z. Glogera) (do 1734);
- Stanisław Józef Jazwiecki – kanonik inflancki i warszawski (1734–1758);
- Jan Maranowicz – kanonik smoleński (1759–1779);
- Antoni Kazimierz Szydłowski (26 sierpnia 1779 – 26 stycznia 1784);
- Antonin Pobóg Malinowski – dominikanin, sufragan żmudzki, wyświęcony na biskupa 22 grudnia 1782 w kościele Dominikanów w Warszawie przez biskupa żmudzkiego Jana Giedroycia. Był proboszczem w czasie Sejmu Czteroletniego;
- Piotr Gniewczyński – kanonik łowicki, od 1796, usunięty w 1822;
- Tomasz Bożeński – honorowy kanonik warszawski – naprawił uszkodzone mury i sztachetami plac ogrodził (1822–1828);
- Antoni Kotowski – dr teologii i prawa kanonicznego, sędzia apostolski, 10 maja 1842 mianowany sufraganem łowickim, zmarł jako biskup nominat, był proboszczem w latach 1828–1845;
- Michał Toczyski – proboszcz od lipca 1845 do czerwca 1849 (zmarł na cholerę);
- Antoni Białobrzeski – scholastyk metropolitalny, proboszcz od sierpnia 1849.
- ks. Wiesław Kwiecień (do 2009)
- ks. prałat Stefan Kotwiński (2009−2022); od września 2022 jest rezydentem na terenie parafii
- ks. Adam Petakiewicz (od 2022)